# 实验林场
实验林场，是中华人民共和国新疆维吾尔自治区阿克苏地区阿克苏市下辖的一个类似乡级单位。

## 行政区划
实验林场下辖以下地区：
造林一队、造林二队、造林三队、造林四队、造林五队、造林六队、造林七队、造林八队、实验站社区、沙河庄社区、科兴社区、兴林社区、开发区社区、兴盛园林站社区、园艺队、绿野种养殖场、千禧园艺站生活区、盛宛园艺站生活区、工会农场、综合养殖场和农业大队。